# سوسن قایقی
سوسن قایقی یا روئه (نام علمی: Tradescantia spathacea) گیاهی دارویی از خانوادهٔ برگ‌بیدیان است و نخستین بار در سال ۱۷۸۸ توصیف شد.
ساقه کوتاه این گیاه برگ‌های گوشتی نیزه‌ای تولید می‌کند. سطح رویی برگ سبز براق یا سبز-زرد و سطح زیرین آن ارغوانی است. گل‌های سفید آن در قاعده برگ‌های پایینی ظهور می‌یابد.